# Propers onze

Els Propers onze o N-11

Els Propers onze (coneguts també pels N-11) són els onze països - Bangladesh, Egipte, Indonèsia, Iran, Mèxic, Nigèria, Pakistan, Filipines, Turquia, Corea del Sud i Vietnam - identificats pel banc d'inversió Goldman Sachs i l'economista Jim O'Neill, en un treball de recerca en què mostrava que tenen un alt potencial de convertir-se, juntament amb els BRICS, en les economies més grans del món en el segle xxi. El banc va triar aquests estats, tots amb perspectives prometedores per a la inversió i el creixement en el futur, el 12 de desembre de 2005. A finals de 2011, els quatre països més importants (Mèxic, Indonèsia, Corea del Sud i Turquia) també coneguts com a MIST, componen el 73 per cent de tots els propers 11 PIB. Els PIB BRIC va ser 13,5 bilions de dòlars, mentre que el PIB dels MIST era de gairebé el 30 per cent, el que representa 3,9 bilions de dòlars.
Els criteris que Goldman Sachs utilitzava van ser l'estabilitat macroeconòmica, la maduresa política, l'obertura de les polítiques comercials i d'inversió, i la qualitat de l'educació. El document N-11 és un seguiment d'un treball previ fet pel banc el 2003, sobre les quatre economies emergents "BRIC", Brasil, Rússia, Índia i Xina.